# هولويد
الهولويد هو سطح هندسي ثلاثي الأبعاد اكتشفه بول شاتز في عام 1929. وهو سطح مسطر مصنوع من دائرتين ينتميان إلى مستويين متعامدين على بعضهما البعض ، بحيث يكون مركز كل دائرة على محيط الأخرى. تساوي المسافة بين مراكز الدائرتين نصف قطرهما. يقع ثلث محيط كل دائرة داخل الهولويد. لذلك يمكن أن يتشكل أيضًا الهولويد باستخدام فقط الثلثين المتبقيين.

القوسيين الدائريين (240 درجة) اللذان يشكلان سطح الهولويد

## معرض صور

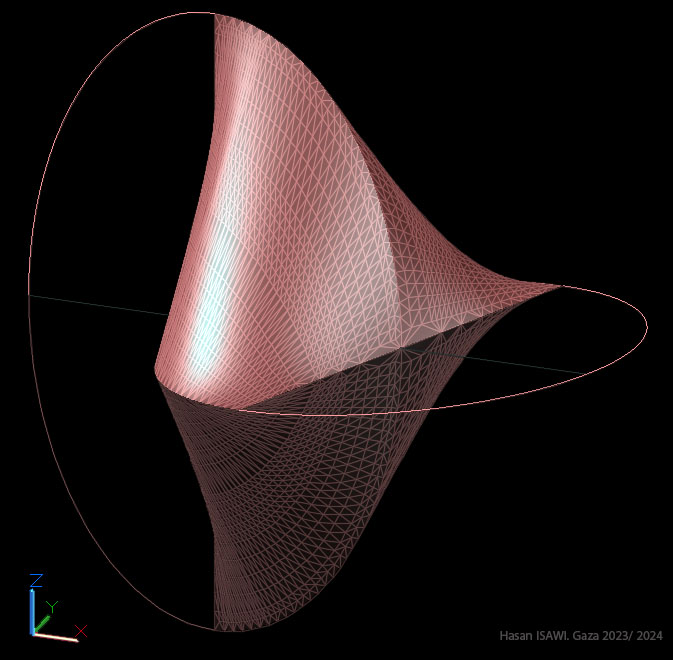
عند مراقبة سطح أولويد (في هذه الحالة عام)، نلاحظ أن كفافه الظاهري يشكل خطا مستمرا مع الدالتين المخروطيتين، التي كل منهما يمر بمركز الآخرى.